# Joachim Viohl
Joachim Viohl (* 26. Mai 1933 in Berlin) ist ein deutscher Zahnarzt. Er war Hochschullehrer an der Freien Universität Berlin und  entwickelte das international verwendete FDI-Zahnschema.

## Leben
Viohl absolvierte seine Schulzeit in Königs Wusterhausen, Rinteln und Hameln. Nach drei Semestern Zahnmedizinstudium an der Philipps-Universität Marburg wechselte er zur Freien Universität Berlin. 1961 promovierte er zum Dr. med. dent. mit dem Thema seiner Promotionsarbeit „Die Intensitätsschwelle für Vibrationen am menschlichen Zahn“ und habilitierte 1971 für das Fach Zahn-, Mund- und Kieferheilkunde mit der Habilitationsschrift „Zuverlässigkeit klinischer Kariesbefunde an bleibenden Zähnen bei 4000 Mehrfachuntersuchungen“. 1981 lehnte er einen Ruf auf den Lehrstuhl 2 für Zahnärztliche Prothetik der Georg-August-Universität Göttingen ab. 1983 wurde der Lehrstuhl für Zahnärztliche Werkstoffkunde (C4-Professur) an der FU Berlin eingerichtet und Viohl erhielt den Ruf. Er leitete den Lehrstuhl bis zu seiner Pensionierung am 30. September 1997. Doktoranden betreute er noch bis ins Jahr 2007. Viohl ist verheiratet und hat zwei Kinder.

## Entwicklung des FDI-Zahnschemas

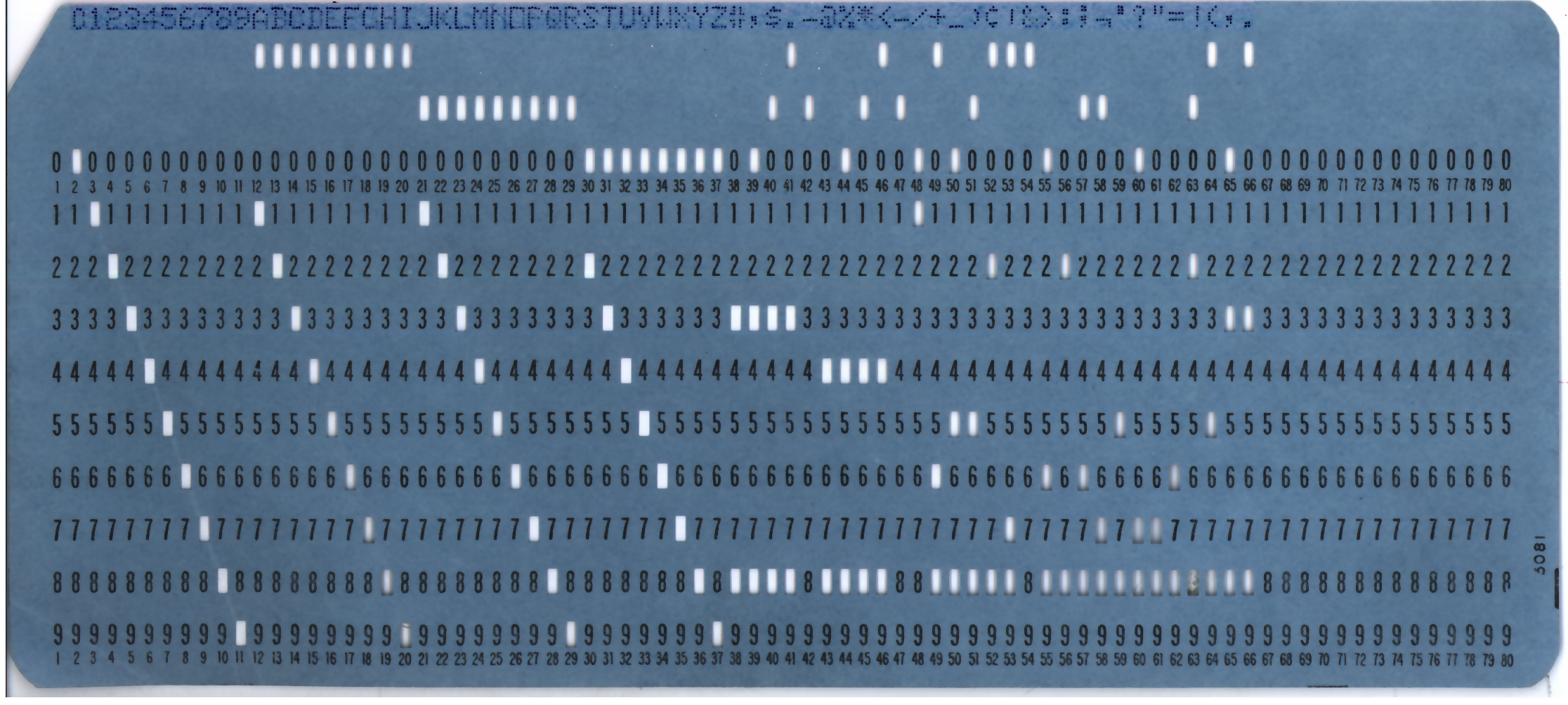
80-Spalten Lochkarte

IBM ließ sich 1928 ein 80-Spalten-Lochkarten-Format mit rechteckigen Löchern patentieren, das bis in die 1970er Jahre hinein als IBM-Card weite Verbreitung fand. Viohl entwickelte darauf aufbauend ein Zahnschema, das auf der Lochkarte untergebracht werden konnte. Durch die Limitierung auf 80 Spalten, gleich 80 Zeichen, wurden die Zahnbezeichnungen im Zahnschema auf nur zwei Ziffern je Zahn komprimiert. Die 32 Zähne des menschlichen Gebisses konnten damit mit 64 Ziffern, gleich 64 Zeichen, dargestellt und erfasst werden. Aus der Bezeichnung „oberer, rechter, bleibender, erster Prämolar“ wurde die Kurzbezeichnung „14“. Damit war der Einstieg in die Datenverarbeitung geschaffen, die an der Freien Universität Berlin ab 1960 zum Einsatz kam.
Als die FDI, der Zahnärzteweltverband, ein einheitliches, international anerkanntes System für Zahnbezeichnungen für die internationale Kommunikation, insbesondere von Untersuchungen im Rahmen der forensischen Zahnmedizin suchte, schlug Viohl dem FDI-Sonderkomitee für einheitliche Befunderhebung des Subcommittee on Forensic Odontology sein zweiziffriges Schema zur Bezeichnung der Zähne vor. Auf Grund des mehrjährigen erfolgreichen Einsatzes der Dokumentation zahnärztlicher Befunde war sein Vorschlag die Lösung für die FDI. Es wird seitdem auch von der Weltgesundheitsorganisation mit der Bezeichnung WHO-Zahnschema verwendet. 1971 wurde eine DIN-Norm herausgegeben (DIN 13910), später die ISO 3950 Notation. Es ist auch als Two-Digit System (engl.: Zwei-Ziffern System) bekannt.

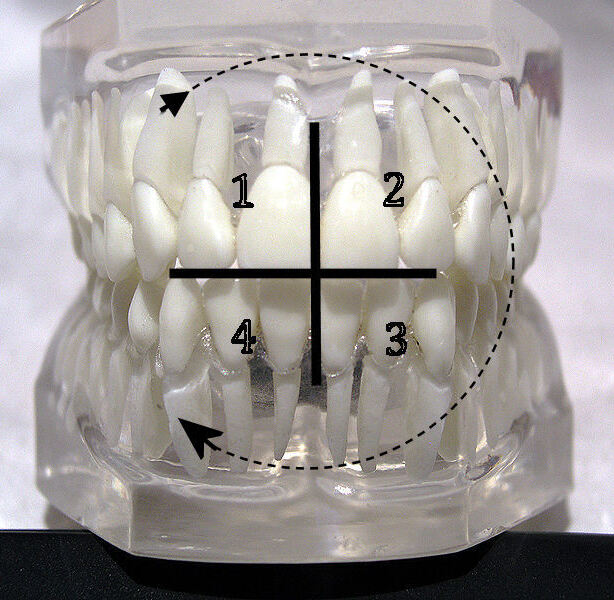
FDI-Zahnschema: Quadranteneinteilung nach Viohl

| Bleibendes Gebiss | Bleibendes Gebiss | Bleibendes Gebiss | Bleibendes Gebiss | Bleibendes Gebiss | Bleibendes Gebiss | Bleibendes Gebiss | Bleibendes Gebiss | Bleibendes Gebiss | Bleibendes Gebiss | Bleibendes Gebiss | Bleibendes Gebiss | Bleibendes Gebiss | Bleibendes Gebiss | Bleibendes Gebiss | Bleibendes Gebiss |
| 1. Quadrant       | 1. Quadrant       | 1. Quadrant       | 1. Quadrant       | 1. Quadrant       | 1. Quadrant       | 1. Quadrant       | 1. Quadrant       | 2. Quadrant       | 2. Quadrant       | 2. Quadrant       | 2. Quadrant       | 2. Quadrant       | 2. Quadrant       | 2. Quadrant       | 2. Quadrant       |
| ----------------- | ----------------- | ----------------- | ----------------- | ----------------- | ----------------- | ----------------- | ----------------- | ----------------- | ----------------- | ----------------- | ----------------- | ----------------- | ----------------- | ----------------- | ----------------- |
| 18                | 17                | 16                | 15                | 14                | 13                | 12                | 11                | 21                | 22                | 23                | 24                | 25                | 26                | 27                | 28                |
| 48                | 47                | 46                | 45                | 44                | 43                | 42                | 41                | 31                | 32                | 33                | 34                | 35                | 36                | 37                | 38                |
| 4. Quadrant       | 4. Quadrant       | 4. Quadrant       | 4. Quadrant       | 4. Quadrant       | 4. Quadrant       | 4. Quadrant       | 4. Quadrant       | 3. Quadrant       | 3. Quadrant       | 3. Quadrant       | 3. Quadrant       | 3. Quadrant       | 3. Quadrant       | 3. Quadrant       | 3. Quadrant       |
|                   |                   |                   |                   |                   |                   |                   |                   |                   |                   |                   |                   |                   |                   |                   |                   |
| Milchzahngebiss   |                   |                   |                   |                   |                   |                   |                   |                   |                   |                   |                   |                   |                   |                   |                   |
| oben rechts       | oben rechts       | oben rechts       | oben rechts       | oben rechts       | oben rechts       | oben rechts       | oben rechts       | oben links        | oben links        | oben links        | oben links        | oben links        | oben links        | oben links        | oben links        |
|                   |                   |                   | 55                | 54                | 53                | 52                | 51                | 61                | 62                | 63                | 64                | 65                |                   |                   |                   |
|                   |                   |                   | 85                | 84                | 83                | 82                | 81                | 71                | 72                | 73                | 74                | 75                |                   |                   |                   |
| unten rechts      | unten rechts      | unten rechts      | unten rechts      | unten rechts      | unten rechts      | unten rechts      | unten rechts      | unten links       | unten links       | unten links       | unten links       | unten links       | unten links       | unten links       | unten links       |

 Incisivi (Schneidezähne)

 Canini (Eckzähne)

Prämolaren (Vormahlzähne)

Molaren (Mahlzähne)
Im Jahre 1972 entwickelte Hugo Triadan ein Zahnschema für Tiere, das seitdem weltweit angewendet wird. Dabei hat er sich an das Viohl-Zahnschema angelehnt.

## Werkstoffkundliche Tätigkeit
Viohl war an der Prüfung zahnärztlicher Werkstoffe durch das DIN beteiligt. Er leitete im Normenausschuss Dental des DIN den Arbeitsausschuss für die Füllungswerkstoffe und war fast zehn Jahre Vorsitzender der Aufbereitungskommission für Zahnheilkunde beim Bundesgesundheitsamt, (jetzt Bundesinstitut für Arzneimittel und Medizinprodukte (BfArM)). Er verfasste über 100 werkstoffkundliche Veröffentlichungen.

## Ehrungen
- 1992 Ehrung des Deutschen Instituts für Normung (DIN)
- 1997 Verdienstmedaille der FDI World Dental Federation
- 2000 Goldene Ehrennadel des Bundesverbandes der Deutschen Zahnärzte (Bundeszahnärztekammer)
- Ehrenmitglied der Deutschen Gesellschaft für Prothetische Zahnmedizin und Biomaterialien (DGPro; vormals Deutsche Gesellschaft für Zahnärztliche Prothetik und Werkstoffkunde (DGZPW))[6]